# Freddie Mercury
Freddie Mercury (rodným jménem Farrokh Bulsara, 5. září 1946 Stone Town, Zanzibar – 24. listopadu 1991 Kensington) byl britský zpěvák a skladatel párského původu, člen rockové skupiny Queen. Je považován za jednoho z nejvýznamnějších rockových zpěváků v historii. Celosvětově známým se stal zpěvem, charismatem i extravagancí během koncertů. V roce 1991, den po oznámení o svém nakažení virem HIV, podlehl bronchopneumonii, komplikaci spojené s onemocněním AIDS.

## Život

### Mládí
Narodil se jako Farrokh Bulsara (gudžarátsky ફારુખ બલસારા) ve Stone Town na východoafrickém ostrově Zanzibar. Jeho rodiče Bomi Bulsara a Jer Bulsara byli členové komunity Pársů z indického státu Gudžarát. Jeho otec na ostrově Zanzibar pracoval pro britskou koloniální správu jako soudní úředník.
Většinu svého dětství strávil v Indii, kde žil u příbuzných v odloučení od své rodiny. Ve věku sedmi let začal chodit na klavír a od roku 1954 byl umístěn do internátní školy sv. Petra v Panchgani nedaleko Bombaje. V internátní škole se mu dostalo klasické britské výchovy. Ve věku 12 let založil se spolužáky školní hudební skupinu The Hectics. Jeden z jeho bývalých spoluhráčů ze skupiny The Hectics řekl: „Jedinou hudbou, kterou poslouchal a hrál, byla západní pop music“. Spoluhráč si také vzpomíná na jeho „schopnost poslouchat rádio a hranou skladbu současně přehrávat na klavíru“. Na škole svatého Petra si začal říkat „Freddie“. Později navštěvoval také školu Panny Marie v Bombaji.
V únoru 1963 se přestěhoval zpět do Zanzibaru ke svým rodičům. Následujícího roku se svou rodinou museli ze Zanzibaru uprchnout, aby unikli násilné revoluci proti zanzibarskému sultánovi a jeho arabské vládě, při které zemřely tisíce etnických Arabů a Indů. S rodinou se přestěhovali do Anglie, kde našli domov v Middlesexu na Gladstone Avenue. Poté, co nejprve studoval umění na West Thames College v západním Londýně, studoval grafiku a design na Ealing Art College, kde promoval v roce 1969.

### Spolupráce s Queen

#### 70. léta a začátek kariéry

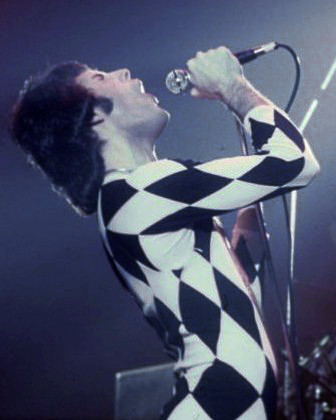
Freddie Mercury na koncertě s Queen v roce 1977

Po promoci působil v několika skupinách a také prodával použité oblečení na Kensingtonském trhu v Londýně se svou přítelkyní Mary Austinovou. Krátce pracoval i na letišti Heathrow. Přátelé z té doby si ho pamatují jako tichého a plachého mladého muže se zájmem o hudbu. V roce 1969 se stal členem liverpoolské skupiny Ibex, později přejmenované na Wreckage. Krátce žil v bytě poblíž Penny Lane v liverpoolské čtvrti Mossley Hill.
V dubnu 1970 se seznámil s kytaristou Brianem Mayem a bubeníkem Rogerem Taylorem. Po dohodě s nimi se stal zpěvákem jejich skupiny Smile. V roce 1971 se k nim přidal John Deacon. Přes výhrady ostatních členů skupiny a společnosti Trident Studios Mercury prosadil nový název skupiny Queen a úředně si změnil příjmení Bulsara na Mercury. Krátce před vydáním prvního alba s názvem Queen, navrhl logo skupiny, známé jako „Queen crest“. Logo kombinuje znamení zvěrokruhu čtyř členů kapely. Dva lvi patří Deaconovi a Taylorovi, rak Mayovi a dvě panny pro Mercuryho.
Dne 21. listopadu 1975 se skupinou Queen vydali desku A Night at the Opera s ikonickou skladbou „Bohemian Rhapsody“ (později vyšla i jako singl). O deset dnů později vystoupala na 1. místo britské hitparády, kterou vedla celých 9 týdnů. Singl „Bohemian Rhapsody“ vyšel podruhé po Mercuryho smrti v roce 1991 a výtěžek z prodeje byl věnován na výzkum léčení nemoci AIDS. Freddie Mercury postupně napsal 10 ze 17 písní z alba Greatest Hits: „Bohemian Rhapsody“, „Seven Seas of Rhye“, „Killer Queen“, „Somebody to Love“, „Good Old-Fashioned Lover Boy“, „We Are the Champions“ , „Bicycle Race“ , „Don't Stop Me Now“ , „Crazy Little Thing Called Love“ a „Play the Game“.
V roce 2003 byl posmrtně uveden do Songwriters Hall of Fame se zbytkem skupiny Queen a v roce 2005 byli všichni čtyři členové kapely oceněni cenou Ivor Novello Awards za vynikající sbírku písní od The Ivors Academy. V porovnání s dalšími populárními skladateli, inklinoval k psaní hudebně složitějších skladeb, mezi nejznámější patří skladba „Bohemian Rhapsody“, která má necyklickou strukturu a zahrnuje desítky akordů.
Dne 30. června 1980 vydal se skupinou Queen album The Game a v roce 1984 vyšla na singlu jeho první sólová nahrávka „Love Kills“. O rok později vydal i sólové debutové album Mr. Bad Guy. Nejvíce se proslavil koncerty se skupinou Queen na stadionech celého světa. Prezentoval vysoce divadelní styl, kterým si získal skandující fanoušky během každého koncertu. Jeden z jeho nejvýznamnějších koncertů byl benefiční koncert Live Aid v roce 1985. Představení skupiny na tomto koncertu bylo skupinou hudebních manažerů označeno jako největší živé vystoupení v historii rockové hudby. Koncert byl vysílán v televizním programu nazvaném „The World's Greatest Gigs“. Výtěžek z koncertu byl určen obětem hladomoru v Etiopii. Kromě skupiny Queen na koncertě vystoupili i Paul McCartney, Eric Clapton, David Bowie, Madonna, U2, The Who, Sting a další hvězdy tehdejšího hudebního světa. Během své kariéry se skupinou Queen absolvoval přibližně 700 koncertů v zemích celého světa. Skupina byla první, která hrála na jihoamerických stadionech, v roce 1981 vytvořila celosvětový rekord při koncertní účasti na stadionu Morumbi v São Paulu.
V roce 1986 skupina vystoupila v maďarské Budapešti před 80 000 diváky, což byl jeden z největších rockových koncertů ve východní Evropě, za tehdejší železnou oponou. Jeho poslední živý koncert se skupinou Queen se konal 9. srpna 1986 v anglickém Knebworth House, jehož se odhadem účastnilo na 160 000 diváků. Když na konci koncertu hrála britská národní hymna „God Save the Queen“, byl zahalený v županu, nad hlavou držel zlatou korunu, čímž se rozloučil s davem. V roce 1987 vyšel singl s názvem „Barcelona“, který nazpíval se španělskou operní zpěvačkou Montserrat Caballé a o rok později (1988) pak i společné stejnojmenné album duetů, přinášející spojení rocku a opery.

## Konec kariéry a nemoc
Na počátku 80. let 20. století se nakazil virem HIV a později nákaza propukla v AIDS, která mu v následujících letech ubírala sil. V několika rozhovorech uvedl, že se po koncertech cítí vyčerpanější než obvykle. V říjnu 1986 britský tisk informoval, že zpěvák absolvoval test na virus HIV na klinice Harley Street. Reportér bulvárního periodika The Sun se ho na onemocnění zeptal na letišti Heathrow při jeho návratu z Japonska. Freddie Mercury ale onemocnění popřel. Podle jeho partnera, Jima Huttona, byl Freddie Mercury na HIV/AIDS testován na konci dubna 1987, ale v tomto období Freddie Mercury v rozhovorech stále prohlašoval, že testy na HIV byly negativní. Britský tisk v následujícím období sledoval zvěsti, přiživované jeho stále hubenějším vzhledem, nekoncertováním skupiny Queen a zprávami jeho bývalých milenců v bulvárních časopisech. Se skupinou ještě pracoval na albu Innuendo, které bylo posledním studiovým albem vydaným ještě za jeho života. Bezprostředně po dokončení tohoto alba začali ostatní členové skupiny psát písně pro další album s názvem Made in Heaven. Album stihl ještě nazpívat, kromě poslední písně Mother Love, jejíž druhou polovinu nazpíval Brian May. Album bylo vydáno až po jeho smrti, v roce 1995.
V roce 1990 na BRIT Awards, které se konalo v divadle Dominion v Londýně, naposledy vystoupil na jevišti, když se připojil ke skupině Queen, aby získal Cenu za vynikající přínos britské hudbě. Ke konci života byl neustále sledován fotografy a především bulvární časopis The Sun publikoval řadu článků prohlašujících, že je nemocný, což Freddie a jeho blízký okruh kolegů a přátel neustále popíral. Brian May později potvrdil, že skupinu o své nemoci informoval mnohem dříve. Hudební klip These Are the Days of Our Lives natočený v květnu 1991 pro stejnojmenný film, ve svých závěrečných scénách před kamerou ukazuje velmi pohublého Freddieho.  Při natáčení tohoto klipu musel často odpočívat, a tak zbytek skupiny byl vždy připraven, když našel sílu pokračovat v natáčení. Po ukončení práce se skupinou Queen v červnu 1991 se uchýlil do svého domu v Kensingtonu v západním Londýně. Jeho bývalá partnerka, Mary Austinová ho v posledních týdnech pravidelně navštěvovala, aby se o něj starala. Na konci svého života začal ztrácet zrak a také upadl, takže nemohl opustit svou postel. Smrt se rozhodl urychlit tím, že odmítl užívat léky a vzal si pouze léky proti bolesti. Na 22. listopadu 1991 si povolal manažera skupiny Queen Jima Beache do svého domu v Kensingtonu, aby mu předal veřejné prohlášení, které bylo zveřejněno následující den. Své životním krédo formuloval slovy: „Žít do sedmdesáti by byla nuda“.
Večer 24. listopadu 1991, 24 hodin po vydání prohlášení Freddie Mercury ve věku 45 let zemřel. Příčinou úmrtí byla bronchiální pneumonie vyplývající z nemoci AIDS. Roger Taylor měl v den jeho smrti k Freddiemu přijít, ale už to nestihl. Zavolal mu Peter Freestone a řekl mu, že Freddie Mercury zemřel.
Dne 27. listopadu 1991 se uskutečnil pohřeb pouze pro nejbližší přátele v krematoriu v západním Londýně. Zpopelněn byl v Kensal Green, místo rozptýlení popela však zůstává neznámé. Spekuluje se o hřbitově v Kensal Green, rezidenci Gargen Lodge, Zanzibaru a břehu Ženevského jezera ve švýcarském Montreux.

## Památka
V dubnu roku 1992 zbylí členové Queen (Brian May, Roger Taylor a John Deacon) uspořádali v Londýnském stadionu Wembley obrovský koncert na počest Freddieho Mercuryho s názvem The Freddie Mercury Tribute Concert.
Ve švýcarském městě Montreux na břehu Ženevského jezera byla po Freddieho smrti vztyčena jeho nadživotní socha vyrobená českou sochařkou Irenou Sedleckou. Fotografie sochy se objevila i na obalu posledního studiového alba skupiny Queen, Made In Heaven.
V roce 2018 byl do kin uveden životopisný film Bohemian Rhapsody.

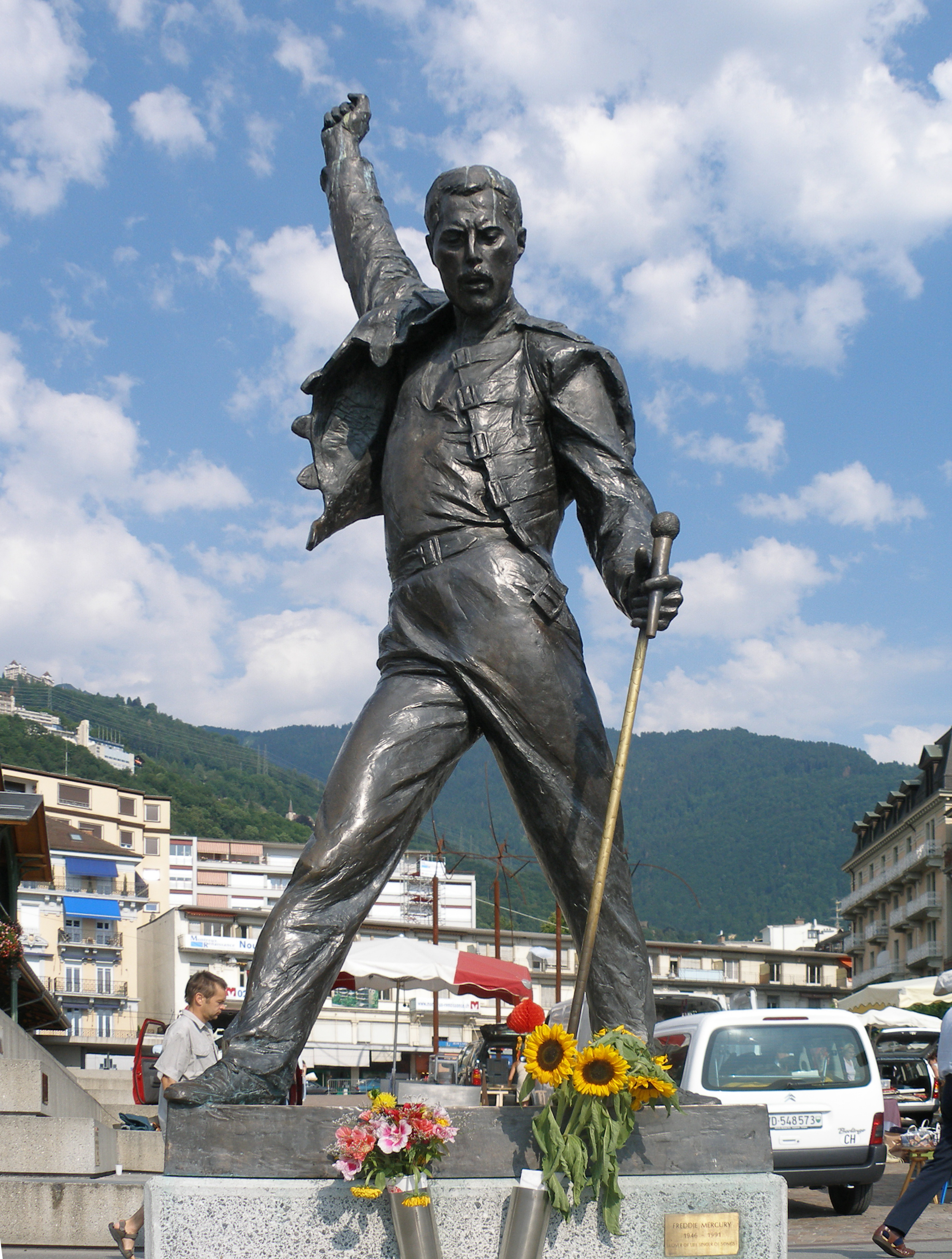
Socha Freddieho Mercuryho na břehu Ženevského jezera ve Švýcarsku, Montreux

## Diskografie

### Sólová alba
- Mr. Bad Guy (1985)
- Barcelona (1987) s Montserrat Caballé
- The Album (1992) výběr obsahující remixy některých skladeb
- The Great Pretender (1992) vyšlo pouze v USA, obdoba The Album, obsahovalo jednu skladbu navíc a odlišné remixy některých skladeb
- Freddie Mercury The Solo Collection (2000) box obsahující 10 CD s alby Mr.Bad Guy, Barcelona, The Great Pretender, všemi vydanými singly, několika demo nahrávkami a raritami
- Freddie Mercury Solo (2000) 3 CD obsahující alba Mr.Bad Guy, Barcelona a třetí bonusový disk se singly a remixy
- The Very Best Of Freddie Mercury Solo (2006) výběr největších hitů, obsahující na druhém disku nové remixy některých skladeb
- Barcelona (2012) s Montserrat Caballé, nově natočený hudební doprovod s Pražským filharmonickým orchestrem